# Baño de ortiga
El baño de ortiga es una tortura y castigo aplicado en los pueblos indígenas sudamericanos de la región andina, conocido como justicia indígena.
Consiste en que el imputado es atado desnudo a un poste improvisado al aire libre recibiendo azotes de ortiga y baños de agua helada en los páramos andinos. El sufrimiento del castigo se debe a que la ortiga, al tener pelos y espinas, liberan una sustancia ácida que produce escozor e inflamación en la piel, sumado a los baldes de agua helada de río a temperaturas de 4 °C, esta combinación arremete llagas, laceraciones y quemaduras. La finalidad del escarmiento es “purificar” al imputado, haciéndolo pasar por una humillación pública.
En la actualidad esta práctica se realiza en algunas comunidades indígenas de Ecuador y Perú como método de justicia interna, debido a la supuesta impunidad y tardanza del sistema policial y judicial, aplicado a supuestos delincuentes, quienes son enjuiciados en cortes colectivas al aire libre y como jurado participa toda la comunidad presente, donde por consenso se llega a un veredícto de la cantidad de azotes a recibir (de 25 a 200, dependiendo de la gravedad del crimen que se imputa). Luego el castigado es entregado a las órdenes policiales. Se sabe que en algunas ocasiones de ira colectiva, el ortigazo culmina con el arrastre y el capturado es quemado vivo. Las acciones delicuenciales por parte de antisociales de paso o forasteros más comunes en estas zonas son: homicidio, robo de ganado, abuso sexual infantil, estafa, coyotaje, brujería, entre otros.

## Etapas de un proceso comunitario
- 1 - Willachina o willana: demanda o aviso.
- 2 - Tapuykuna o tapuna: averiguación o investigación del conflicto.
- 3 - Chimbapurana o wahuichina: confrontación entre el acusado y el acusador.
- 4 - Killpichirina: resolución
- 5 - Paktachina: ejecución de la resolución.